# Моханд аш-Шехри
Моханд Мухаммед Фаиз аш-Шехри (араб. مهند الشهري‎; 7 мая 1979, Асир, Саудовская Аравия — 11 сентября 2001, Манхэттен, Нью-Йорк, США) — террорист-смертник и авиаугонщик саудовского происхождения, связанный с Аль-Каидой. Один из 19 смертников, осуществивших теракты 11 сентября 2001 года. Один из пятерых угонщиков, захвативших самолёт Boeing 767-222 рейса United Airlines 175, врезавшийся в Южную башню Всемирного Торгового Центра.

## Биография

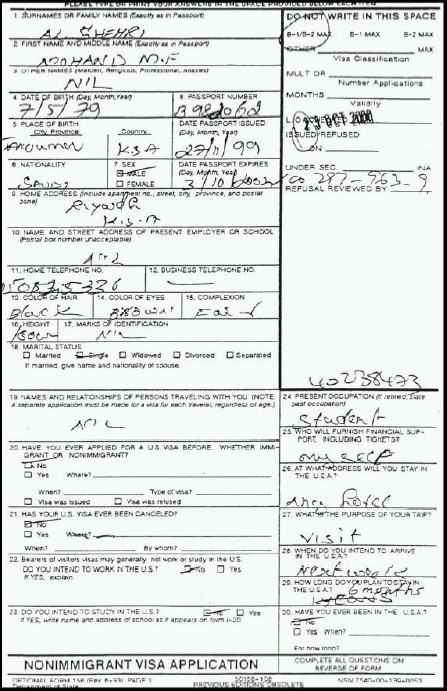
Визовая анкета аш-Шехри

Аш-Шехри родился в 1979 году провинции Асир в Саудовской Аравии.
По данным Arab News, Моханд аш-Шехри отправился воевать в Чечню в начале 2000 года, где, возможно, познакомился с Хамзой аль-Гамди. 23 октября аш-Шехри подал заявление на получение американской визы B-1/B-2 в Джидде. Кроме ошибки в адресе его школы, заявление не вызвало подозрений, и с ним не проводили собеседования перед выдачей визы.
Аль-Гамди и аш-Шехри вместе прилетели из Ирана в Кувейт в октябре того же года. Три месяца спустя они арендовали почтовый ящик в Делрей-Бич, штат Флорида. Однако, по данным директора ФБР Роберта Мюллера и Комиссии 9/11, аль-Шехри впервые въехал в США только 28 мая рейсом из Лондона или Дубая вместе с Хамзой аль-Гамди и Ахмедом аль-Нами.
27 или 29 августа Файез Банихаммад приобрёл в Интернете билеты первого класса в один конец на рейс 175 авиакомпании United Airlines для себя и Моханда аш-Шехри, потратив 4464,50 долларов США.
Остановившись в отеле «Милнер» с 8 по 10 сентября он жил в одном номере с четырьмя угонщиками: Мохандом аль-Шехри, Марваном аль-Шеххи и Сатамом аль-Суками.

### Теракты
11 сентября аш-Шехри поднялся на борт рейса 175 и сел рядом с Банихаммадом. Примерно через полчаса полёта самолёт был захвачен и направлен в Южную башню Всемирного торгового центра.